# Farah Palmer Cup
Farah Palmer Cup è il campionato nazionale neozelandese di rugby a 15 femminile per squadre provinciali.
Si disputa dal 1999, anno in cui fu fondato come Women's Provincial Championship; dal 2016 è intitolato all'ex rugbista internazionale Farah Palmer.
Il torneo è organizzato e gestito dalla federazione rugbistica neozelandese e si tiene normalmente tra luglio e settembre; al 2022 se ne sono tenute 23 edizioni e la provincia con il maggior numero di successi è Auckland, aggiudicataria di 15 vittorie finali.
La squadra campione in carica è invece Canterbury, seconda nel palmarès della competizione con cinque titoli.
Un titolo ciascuno vantano invece Wellington, Counties Manukau e Waikato.
Per motivi di sponsorizzazione il torneo è noto anche con il nome commerciale di Farah Palmer Cup presented by Bunnings Warehouse a seguito di accordo di naming con la catena australiana di ferramenta e bricolage Bunnings.

## Storia
L'esigenza di una competizione nazionale femminile si materializzò sulla scia della vittoria neozelandese alla Coppa del Mondo 1998 nei Paesi Bassi, giunta dopo una spettacolare finale vinta 44-12 sugli Stati Uniti: tale partita, infatti, trasmessa in diretta televisiva nel Paese, ricevette attenzione mediatica anche grazie alla presenza in campo di Louisa Wall, in passato internazionale nel netball.
Per preparare la Coppa del Mondo 2002 in Spagna, quindi, fu istituito un torneo che garantisse alle giocatrici la forma fisica necessaria per affrontare impegni internazionali nonché il giusto grado di competitività: fu così che nel 1999 nacque il campionato provinciale femminile, tenutosi tra 14 squadre delle varie federazioni regionali del Paese.
Le prime sette stagioni furono un monologo di Auckland che si aggiudicò tutti i titoli in palio fino al 2005 senza una sconfitta.
Auckland vinse, a seguire, le altre otto edizioni di torneo noto come Women's National Provincial Championship fino a giungere alla cifra-record di quindici titoli in sedici edizioni; nel 2016 la federazione neozelandese intitolò il torneo a Farah Palmer (1974-), rugbista internazionale tre volte campione del mondo dal 1998 al 2006 in riconoscimento del suo contributo alla disciplina, sancito internazionalmente due anni addietro con l'ammissione nel World Rugby Hall of Fame nonché con l'elezione, prima donna nella storia della NZRFU, nel comitato direttivo federale.
Al dominio di Auckland fa seguito quello di Canterbury che, dopo l'intermezzo nel 2016 di Counties Manukau, ha vinto cinque titoli su sei edizioni tra il 2017 e il 2022 con quattro edizioni consecutive tra il 2017 e il 2020.
Tra le giocatrici di rilievo della competizione figurano, oltre alla citata Farah Palmer – peraltro, singolarmente, mai vincitrice di tale competizione avendo militato nel periodo d'attività per le province di Manawatu, Otago e Waikato nel periodo in cui Auckland era dominatrice – la tallonatrice di Auckland Fiao'o Fa'amausili (1980-), scesa in campo 106 volte e vincitrice di 10 titoli tra il 2005 e il 2017, e ammessa nel 2022 nella World Rugby Hall of Fame; Stephanie Te Ohaere-Fox (1985-), con 105 presenze tutte per Canterbury e Kendra Cocksedge (1988-), 100 presenze e cinque vittorie nel torneo tra il 2017 e il 2022 sempre con Canterbury.
Dal 2017 il torneo ha una seconda divisione, chiamata Championship, che si tiene tra 6 squadre provinciali la cui vincitrice è promossa nella prima divisione chiamata Premiership a 7 squadre.
Dal 2021 il nome del torneo è associato alla catena australiana di negozi di ferramenta e bricolage Bunnings, che ha acquisito per 3 stagioni i diritti di naming dei tornei provinciali neozelandesi; la Farah Palmer Cup è quindi seguita dal suffisso presented by Bunnings Warehouse.

## Formato
Il torneo si svolge su due divisioni, Premiership e Championship.
Entrambe si tengono a girone unico.
La vincente di Premiership è campione provinciale nazionale, la vincente di Championship è promossa in Premiership per la stagione successiva ed è rimpiazzata dall'ultima in classifica della stagione regolare di Premiership.
In entrambe le divisioni le squadre si incontrano a girone unico in gare di sola andata.
Alla fine del girone unico si stila la classifica, con discriminante a parità di punti:
- tra due squadre il risultato dell'incontro diretto tra di esse[13] e, a seguire, la differenza punti fatti/subiti;
- fra tre o più squadre la classifica avulsa che non tenga contro degli incontri diretti tra le tre e, a seguire, la miglior differenza punti fatti / subiti[13]. A titolo d'esempio, se le squadre A, B e C giungono a pari punti, la prima discriminante è la classifica che tenga conto solo di tutti gli incontri di A, B e C contro le squadre D, E, F e G e, solo nel caso che essa non basti a spareggiare, si contano i punti fatti/subiti di A, B e C nel totale degli incontri diretti tra di esse[13].

Le prime quattro squadre accedono alla semifinale, che le prime due in classifica ospitano in gara unica rispettivamente contro la quarta e la terza; la finale si tiene in sede a discrezione della NZRU in gara unica.

### Idoneità delle giocatrici
Le giocatrici devono avere un'età minima di 16 anni alla data d'inizio del campionato.
È comunque subordinato a esplicita autorizzazione federale nazionale l'impiego di minorenni o, nel caso di giocatrici di prima linea, minori di 19 anni.
Le giocatrici devono essere tesserate per un club compreso nella giurisdizione della federazione provinciale per cui gareggiano; oppure, qualora tesserate per un club di altra provincia, devono militare in prevalenza per un club della provincia che vogliono rappresentare e la provincia del proprio club di tesseramento non deve avere, a propria volta, una squadra femminile; oppure, ancora, che qualora tesserate per un club di altra provincia con squadra femminile, tale provincia deve avere emesso liberatoria scritta che permetta alla giocatrice di essere schierata per la provincia che desidera rappresentare.

## Albo d'oro

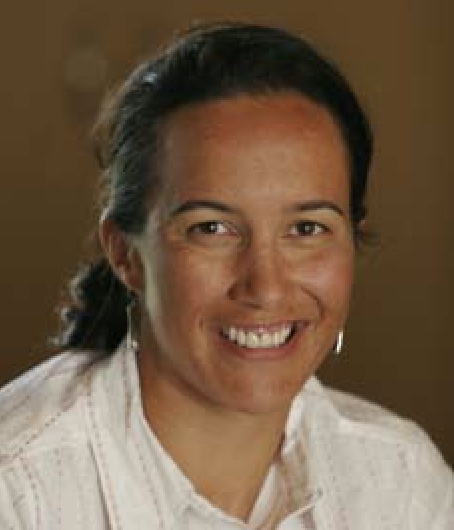
Farah Palmer, al cui nome è intitolato il torneo

| Edizione | Edizione | Vincitore  |
| -------- | -------- | ---------- |
| 1        | 1999     | Auckland   |
| 2        | 2000     | Auckland   |
| 3        | 2001     | Auckland   |
| 4        | 2002     | Auckland   |
| 5        | 2003     | Auckland   |
| 6        | 2004     | Auckland   |
| 7        | 2005     | Auckland   |
| 8        | 2006     | Wellington |
| 9        | 2007     | Auckland   |
| 10       | 2008     | Auckland   |

| Edizione | Edizione | Vincitore        |
| -------- | -------- | ---------------- |
| 11       | 2009     | Auckland         |
| 12       | 2011     | Auckland         |
| 13       | 2012     | Auckland         |
| 14       | 2013     | Auckland         |
| 15       | 2014     | Auckland         |
| 16       | 2015     | Auckland         |
| 17       | 2016     | Counties Manukau |
| 18       | 2017     | Canterbury       |
| 19       | 2018     | Canterbury       |
| 20       | 2019     | Canterbury       |

| Edizione | Edizione | Vincitore  |
| -------- | -------- | ---------- |
| 21       | 2020     | Canterbury |
| 22       | 2021     | Waikato    |
| 23       | 2022     | Canterbury |
| 24       | 2023     | –          |

### Vittorie per squadra
| Squadra          | Vittorie | Edizioni                                                                                |
| ---------------- | -------- | --------------------------------------------------------------------------------------- |
| Auckland         | 15       | 1999, 2000, 2001, 2002, 2003, 2004, 2005, 2007, 2008, 2009 2011, 2012, 2013, 2014, 2015 |
| Canterbury       | 5        | 2017, 2018, 2019, 2020, 2022                                                            |
| Wellington       | 1        | 2006                                                                                    |
| Counties Manukau | 1        | 2016                                                                                    |
| Waikato          | 1        | 2021                                                                                    |